# 첸장구

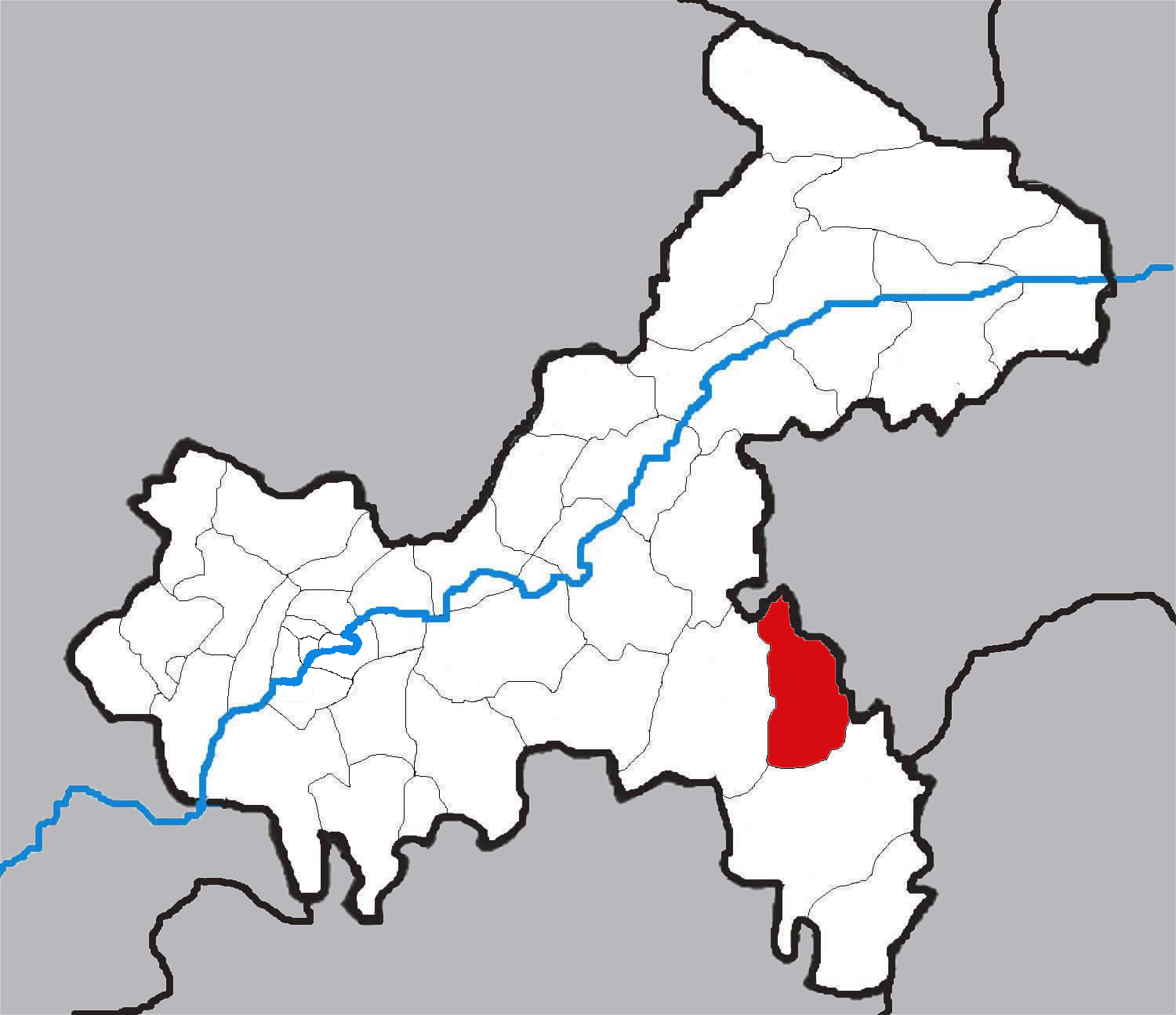
첸장 구의 위치

첸장구(한국어: 검강구, 중국어: 黔江区, 병음: Qiánjiāng Qū)는 중화인민공화국 충칭시의 행정구역이다. 넓이는 2397km2이고, 인구는 2007년 기준으로 520,000명이다. 첸장 인구의 50.03%가 먀오 족과 투자 족으로 구성되어있고 한족은 49.94%를 차지한다. 첸장은 "쓰촨과 후베이의 목구멍(川鄂咽喉)"라는 별칭이 붙여졌는데 쓰촨-후베이(川鄂)간 도로와 쓰촨-후난 간 도로(川湘公路)가 교차하는 곳이기 때문이다.

## 역사
(여기서 첸장이란 첸장 구뿐만 아니라 과거 첸장 지구에 속했던 펑수이, 스주, 슈산, 유양을 포함한다)
한나라가 건국될 무렵, 첸장은 부릉현에 속하였다. 수나라 때인 585년, 용주(庸州)에 속하는 석성현(石城县)이 만들어졌다. 607년에 용주는 파동군(巴东郡)으로 대체되었다. 당나라 때인 618년, 석성은 검주(黔州)에 속하게 되었다. 742년 석성은 검강으로 이름이 바뀌었고 안군(安郡)에 속하게 되었다. 송나라 때부터 원나라 때까지 검강은 이민족이나 지방 토착세력이 통치했다. 원나라 후반기인 1285년부터 검강은 명옥진의 하(夏)나라의 지배를 받았으며 1372년부터는 팽수현에 속하였다. 청나라 전반기에 검강은 중경부에 속하였다. 1912년부터 첸장은 류샹 방구(刘湘防区)에 속하였고 1935년부터 쓰촨 성의 제8행정독찰구에 속하였으며 유양 전구(酉阳专区)로 불렸다. 1952년 9월에 유양 전구는 푸링 전구에 흡수되었다. 1983년 11월 14일 지방 의회는 현을 투자족-마오족 자치현으로 바꾸는데 승인하였고 이로써 첸장 투자족-먀오족 자치현(黔江土家苗族自治县)이 탄생하게 되었다. 1988년 5월 18일 지방 의회는 첸장 지구를 새로 만들었고 여기에는 스주, 펑수이, 유양, 슈산이 속하였다. 새 지구는 면적이 16900km2에 인구가 270만에 이르렀다. 1997년에 첸장은 충칭시에 편입되면서 첸장 구로 바뀌게 되었고 스주, 펑수이, 유양, 슈산 또한 충칭의 관할구역이 되었다. 첸장의 민족 자치현은 폐지되어 구가 되었으나 나머지 지역은 여전히 투자 족과 먀오 족의 자치현으로 남아있다.

## 지리
산지와 구릉이 총 면적의 96%를 차지하며 최고 해발고도는 1938.5m, 최저 해발고도는 320m이다. 연평균 기온은 15.4°C이고 연평균 강수량은 1198mm이다.

### 기후
| Qianjiang (1981−2010)의 기후                   | Qianjiang (1981−2010)의 기후 | Qianjiang (1981−2010)의 기후 | Qianjiang (1981−2010)의 기후 | Qianjiang (1981−2010)의 기후 | Qianjiang (1981−2010)의 기후 | Qianjiang (1981−2010)의 기후 | Qianjiang (1981−2010)의 기후 | Qianjiang (1981−2010)의 기후 | Qianjiang (1981−2010)의 기후 | Qianjiang (1981−2010)의 기후 | Qianjiang (1981−2010)의 기후 | Qianjiang (1981−2010)의 기후 | Qianjiang (1981−2010)의 기후 |
| 월                                             | 1월                          | 2월                          | 3월                          | 4월                          | 5월                          | 6월                          | 7월                          | 8월                          | 9월                          | 10월                         | 11월                         | 12월                         | 연간                         |
| ---------------------------------------------- | ---------------------------- | ---------------------------- | ---------------------------- | ---------------------------- | ---------------------------- | ---------------------------- | ---------------------------- | ---------------------------- | ---------------------------- | ---------------------------- | ---------------------------- | ---------------------------- | ---------------------------- |
| 역대 최고 기온 °C (°F)                         | 21.2 (70.2)                  | 27.6 (81.7)                  | 31.6 (88.9)                  | 34.3 (93.7)                  | 35.1 (95.2)                  | 37.2 (99.0)                  | 38.4 (101.1)                 | 39.5 (103.1)                 | 36.6 (97.9)                  | 33.6 (92.5)                  | 27.0 (80.6)                  | 19.8 (67.6)                  | 39.5 (103.1)                 |
| 일평균 최고 기온 °C (°F)                       | 8.3 (46.9)                   | 10.1 (50.2)                  | 14.7 (58.5)                  | 20.9 (69.6)                  | 25.3 (77.5)                  | 28.0 (82.4)                  | 30.8 (87.4)                  | 31.2 (88.2)                  | 26.9 (80.4)                  | 20.7 (69.3)                  | 15.7 (60.3)                  | 10.2 (50.4)                  | 20.2 (68.4)                  |
| 일일 평균 기온 °C (°F)                         | 4.9 (40.8)                   | 6.6 (43.9)                   | 10.3 (50.5)                  | 15.7 (60.3)                  | 20.1 (68.2)                  | 23.2 (73.8)                  | 25.8 (78.4)                  | 25.6 (78.1)                  | 21.8 (71.2)                  | 16.4 (61.5)                  | 11.6 (52.9)                  | 6.5 (43.7)                   | 15.7 (60.3)                  |
| 일평균 최저 기온 °C (°F)                       | 2.5 (36.5)                   | 4.1 (39.4)                   | 7.3 (45.1)                   | 12.1 (53.8)                  | 16.4 (61.5)                  | 19.8 (67.6)                  | 22.3 (72.1)                  | 21.7 (71.1)                  | 18.4 (65.1)                  | 13.7 (56.7)                  | 8.9 (48.0)                   | 4.0 (39.2)                   | 12.6 (54.7)                  |
| 역대 최저 기온 °C (°F)                         | −4.0 (24.8)                  | −4.2 (24.4)                  | −2.2 (28.0)                  | 3.0 (37.4)                   | 8.5 (47.3)                   | 12.9 (55.2)                  | 15.7 (60.3)                  | 14.7 (58.5)                  | 10.8 (51.4)                  | 3.6 (38.5)                   | −0.9 (30.4)                  | −4.0 (24.8)                  | −4.2 (24.4)                  |
| 평균 강수량 mm (인치)                          | 21.4 (0.84)                  | 31.2 (1.23)                  | 46.8 (1.84)                  | 109.4 (4.31)                 | 163.7 (6.44)                 | 177.9 (7.00)                 | 184.7 (7.27)                 | 163.2 (6.43)                 | 103.0 (4.06)                 | 96.3 (3.79)                  | 55.6 (2.19)                  | 19.6 (0.77)                  | 1,172.8 (46.17)              |
| 평균 상대 습도 (%)                             | 79                           | 77                           | 77                           | 78                           | 79                           | 80                           | 80                           | 78                           | 78                           | 83                           | 81                           | 80                           | 79                           |
| 출처: China Meteorological Data Service Center |                              |                              |                              |                              |                              |                              |                              |                              |                              |                              |                              |                              |                              |

## 행정 구역
6개 가도, 12개 진, 12개 향을 관할한다.
- 가도: 城东街道, 城南街道, 城西街道, 舟白街道, 正阳街道, 冯家街道.
- 진: 南海镇, 邻鄂镇, 阿蓬江镇, 石会镇, 黑溪镇, 黄溪镇, 黎水镇, 金溪镇, 马喇镇, 濯水镇, 石家镇, 鹅池镇.
- 향: 中塘乡, 蓬东乡, 沙坝乡, 白石乡, 杉岭乡, 太极乡, 水田乡, 白土乡, 金洞乡, 五里乡, 水市乡, 新华乡.